# Cape Coast Castle
Cape Coast Castle is een fort op 10 kilometer ten oosten van Elmina (Ghana) bij de gelijknamige stad Cape Coast.
De Portugees Crispe kocht in 1650 een stuk land op de Cabo Çorco (de latere Cape Coast of Kaap Kors), met de bedoeling daar een fort te laten bouwen. Toch was het Hendrik Carloff (een ex-ambtenaar van de WIC) die in datzelfde jaar, in opdracht van de Zweedse Afrikacompagnie, bevel tot de bouw van een fort gaf. In 1658 werd het overgenomen door Denemarken.
Het fort is een van de forten die delen uitmaken van het werelderfgoed Forten en kastelen, Volta, Groot-Accra en de centrale en westelijke regio's.

## Economische functie
Aanvankelijk diende het als handelspost voor goud en ivoor, maar geleidelijk aan werd de slavenhandel het dominante element van de handel. Vaak werden Europese vuurwapens geruild voor de slaven – die in veel gevallen krijgsgevangenen waren in de oorlogen tussen lokale Afrikaanse koninkrijken. Deze Afrikaanse krijgsgevangenen werden door inheemse vorsten als slaven verkocht aan de Denen.
Cape Coast Castle diende als gevangenis tot deze mensen getransporteerd werden naar de koloniën in Noord- en Zuid-Amerika. In de kelders brachten zij soms maanden door in afwachting van de verscheping. De Ghana Heritage Trust heeft in het fort tegenwoordig een museum over de geschiedenis van de slavenhandel aan de Goudkust.

## Galerij

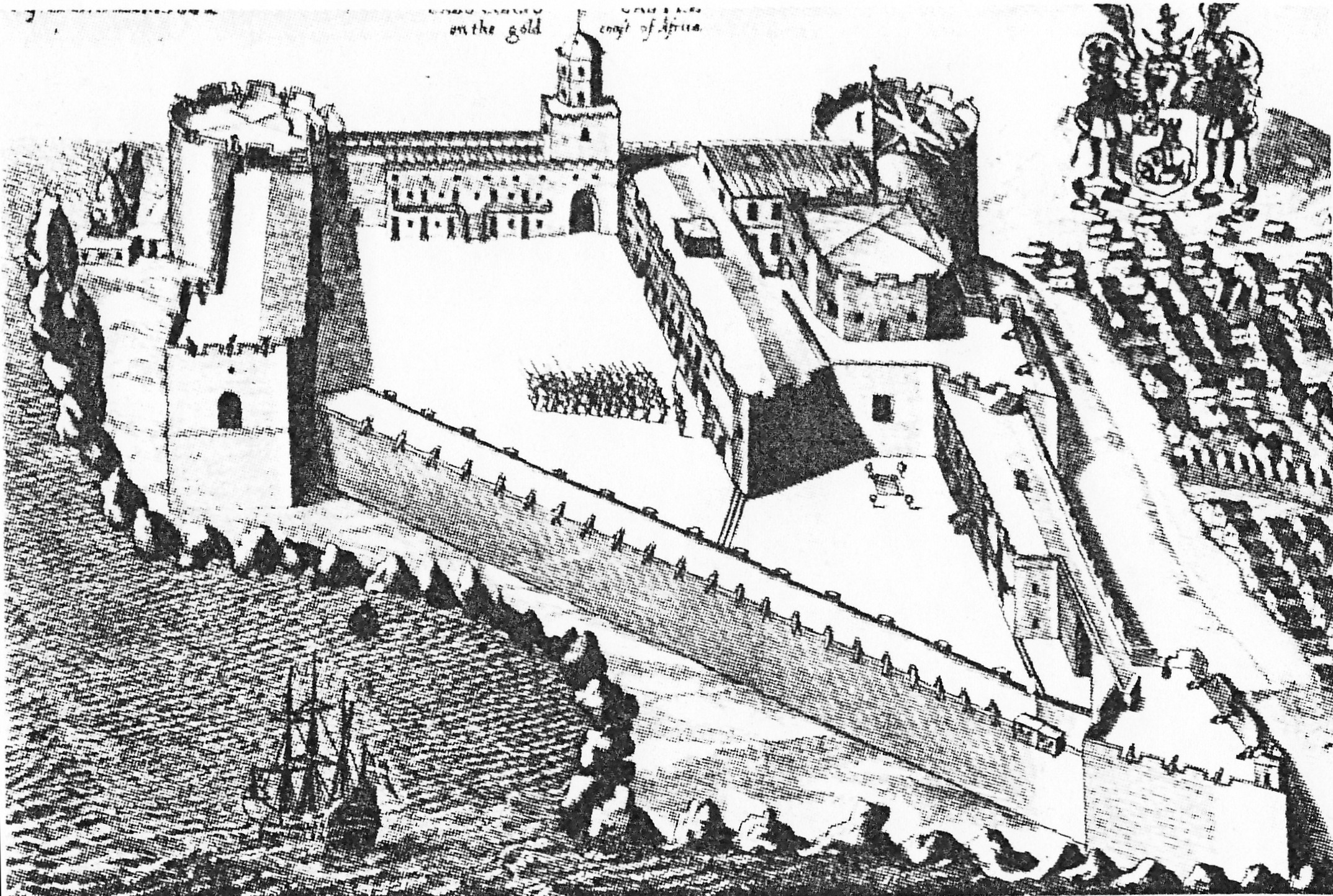
Cape Coast Castle in 1682
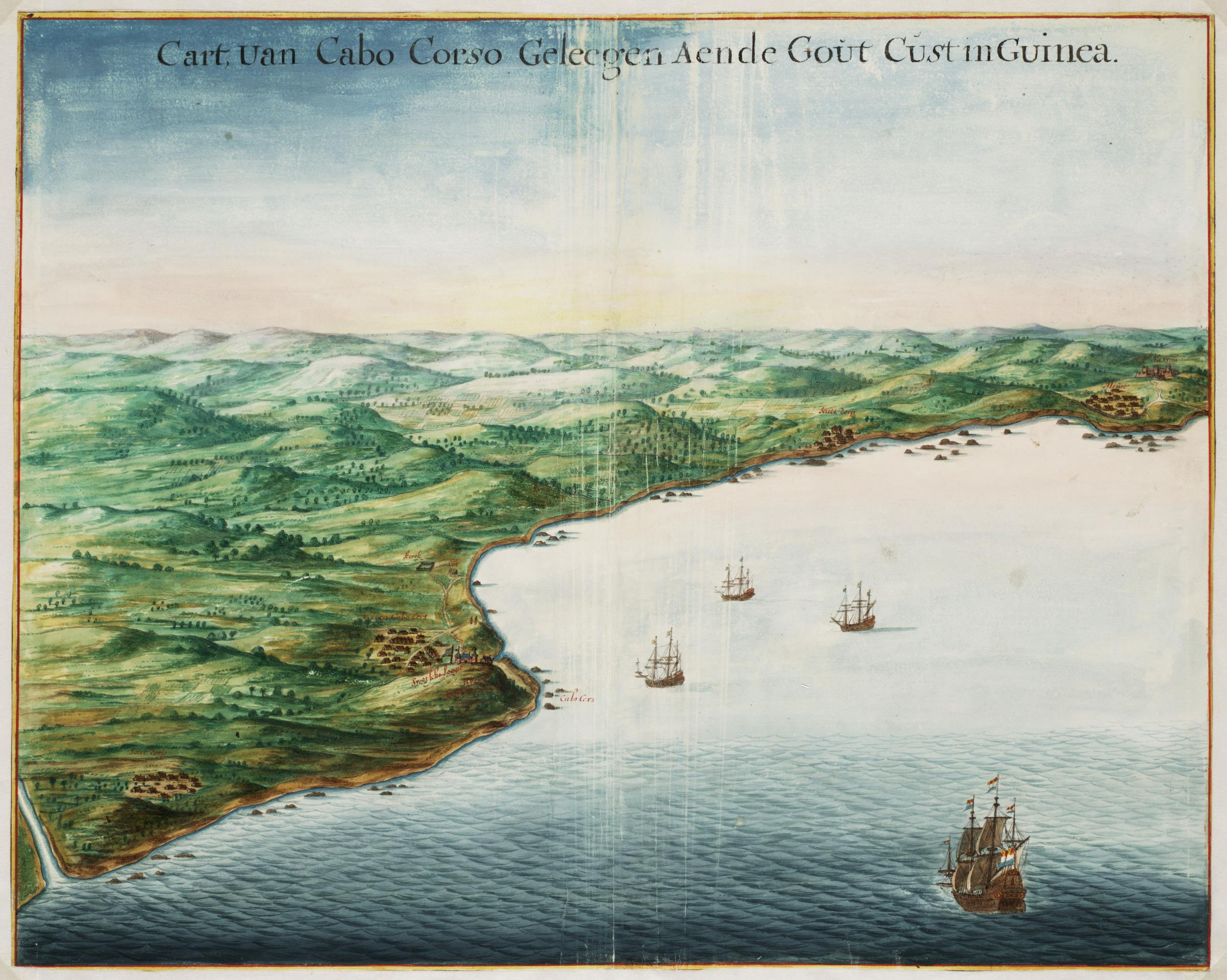
Gezicht in vogelvlucht op Cabo Corso
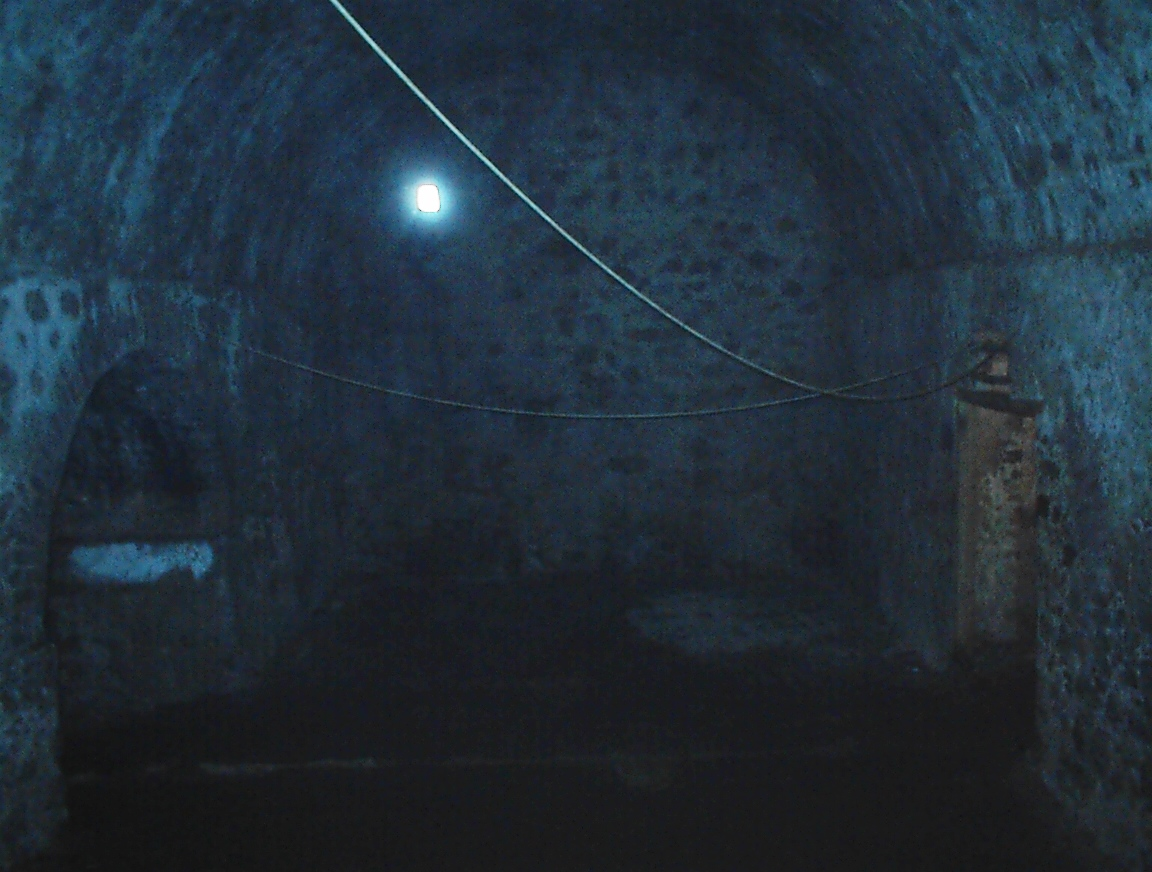
Slavenkelder in Cape Coast Castle